# Peptique
Peptique adjectif du grec peptikos πεπτικός, (apte à digérer), qui aide à la digestion et provient du mot pepsique, relatif à la protéine pepsine qui est une enzyme de l'estomac, dégradant les protéines alimentaires et permettant ainsi leur absorption intestinale.